# 2. Feldhockey-Bundesliga 2014/15 (Damen)
Die Saison 2014/15 der 2. Bundesliga Damen startete am 20. September 2014 und endete am 31. Mai 2015.

## Tabellen
Legende:

| (A) | Absteiger aus der 1. Bundesliga |
| (N) | Aufsteiger aus der Regionalliga |
|     | Aufsteiger in die 1. Bundesliga |
|     | Absteiger in die Regionalliga   |

| Platz | Club                | Spiele | Tore  | Punkte |
| ----- | ------------------- | ------ | ----- | ------ |
| 1.    | Großflottbeker THGC | 14     | 45:9  | 38     |
| 2.    | Uhlenhorst Mülheim  | 14     | 59:9  | 37     |
| 3.    | Blau-Weiß Köln (N)  | 14     | 23:27 | 22     |
| 4.    | Klipper THC (A)     | 14     | 30:4  | 21     |
| 5.    | Hannover 78 (N)     | 14     | 7:25  | 13     |
| 6.    | Bonner THV          | 14     | 14:32 | 12     |
| 7.    | TG Heimfeld         | 14     | 13:21 | 11     |
| 8.    | DHC Hannover        | 14     | 13:57 | 5      |

| Platz | Club                        | Spiele | Tore  | Punkte |
| ----- | --------------------------- | ------ | ----- | ------ |
| 1.    | TUS Lichterfelde            | 14     | 31:7  | 38     |
| 2.    | Nürnberger HTC              | 14     | 27:18 | 27     |
| 3.    | Zehlendorfer Wespen         | 14     | 31:19 | 24     |
| 4.    | ATV Leipzig (N)             | 14     | 33:37 | 23     |
| 5.    | Eintracht Frankfurt (A)     | 14     | 23:25 | 18     |
| 6.    | SC Charlottenburg           | 14     | 17:24 | 16     |
| 7.    | SC Frankfurt 1880           | 14     | 19:32 | 10     |
| 8.    | HTC Stuttgarter Kickers (N) | 14     | 18:37 | 2      |

## Auf- und Abstieg
Da es diese Saison nur einen Absteiger aus der Bundesliga gab, steigen nur 3 Mannschaften ab. Da dies mit dem Rüsselsheimer Ruder-Klub 08 eine Mannschaft aus dem Süden war, sind es zwei Mannschaften aus der Südgruppe und eine aus dem Norden: SC Frankfurt 1880, HTC Stuttgarter Kickers und DHC Hannover.